# Консолидејтид B-24 Либерејтор
Консолидејтид Валти B-24 Либерејтор („Ослободилац”) (енгл. Consolidated Vultee B-24 Liberator) је био амерички тешки бомбардер из периода Другог свјетског рата. Иако мање познат него авион B-17 Летећа тврђава, произведено је више B-24 бомбардера и кориштени су на свим ратиштима.
Заједно са авионима Боинг B-17 и Боинг B-29, чинили су главну снагу тешких бомбардера САД у Другом свјетском рату.
Производиле су га фабрике Консолидејтид Валти, Форд, Даглас и Норт Америкен од 1941. до 1945. Произведено је 19.203 авиона B-24 Либерејтор.

## Развој
Б-24 је био један од најважнијих авиона у историји авијације. Замишљен 5 година послије авиона Боинг B-17, није имао велика побољшања у односу на њега, чак је био и слабији с обзиром на контролне карактеристике. Био је такође најкомпликованији и најскупљи авион у вријеме свог настанка — али упркос томе је израђен у већем броју него било који амерички авион у историји и служио је на свим фронтовима, са 15 савезничких ратних ваздухопловстава. Такође је израђен у више верзија и за више намјена него иједан други авион у историји.
Инжењери Consolidated-а су понудили Ратном ваздухопловству САД-а пројект авиона, а ваздухопловство прихватило понуду за израду прототипа под условом да буде готов за испитивање до краја 1939. године. Авион је добио ознаку XB-24 који је касније преименован у B-24. XB-24 је први пут полетио у децембру 1939. Могао је носити до 3.629 kg бомби у свом пространом трупу и имао наоружање од шест ручно управљаних митраљеза Browning 7,62 mm. Након испитивања прототипа утврђено је да авион није би бољи од B-17 у погледу плафона лета али у погледу осталих перформанси је био бољи, нарочито у погледу долета и носивости корисног терета. Још у току испитивања USAAC (Амерички Авио Корпус касније Air Force) је наручио седам предсеријских авиона YB-24 ради испитивања у реалним условима оперативне службе и ти су авиони били испоручени у току 1941. године. Једина већа разлика између та два модела била је у томе што је YB-24 имао већу полетну тежину и уређај за одлеђивање крила и репних површина.

## Технички опис
Авион Консолидејтид B-24 Либератор је вишенаменски авион (тешки бомбардер, транспортни, извиђачки, патролни, противподморнички), конзолни једнокрилац-висококрилац (крило му скоро тангира горњу ивицу трупа) на коме се налазе четири клипна радијална мотора са ваздушним хлађењем Pratt & Whitney Р 1830 Twin Wasps, у зависности од типа авиона, снаге од 1.000 до 1.200 KS. Труп авиона је правоугаоног попречног пресека са заобљеним угловима. На репу авиона се налази хоризонтални стабилизатор са кормилима дубине, на крајевима хоризонталног стабилизатора са налазе два вертикална стабилизатор са кормилима правца. Авион има увлачећи стајни трап типа трицикл са нископритисним гумама. Конструкција авиона је потпуно метална, направљена од легура лаких метала.
Труп авиона Б-24 је направљен као монокок конструкција са попречним ребрима повезаним међусобно уздужним укрућењима за која је закивцима причвршћена алуминијумска лимена облога трупа авиона. У предњи део трупа авиона су смештени кабина пилота, навигатора, инжењера и митраљезаца са турела која се налази у кљуну и крову авиона. У овом простору се могу комотно сместити шест чланова посаде. Поглед на терен је навигатору обезбеђен кроз застакљени кљун авиона, а калота која се налази на крову авиона му служи за утврђивање положаја авиона секстантом. Пилотска кабина има седишта за два пилота који седе један поред другог. Велике стаклене површине пилотске кабине омогућују леп преглед околине авиона.
У средњи део трупа је смештен простор за смештај бомби, који са доње стране има пар двокрилних врата која се отварају док траје испуштање бомби за време бомбардовања. У репном делу трупа авиона се налази простор за митраљесце који опслужују два бочна митраљеза и једну турелу која се налази на трупу авиона. Бочни митраљези дејствују кроз прозоре који су за ту намену отворени на бочним страницама трупа. Подна турела се у току слетања и полетања авиона увлачи у труп авиона а у току лета и за време дејства митраљеза извлачи. У четвртом, крменом делу авиона је смештена кабина репног стрелца.
Авион је био опремљен са четири ваздухом хлађеним радијална мотора са 14 цилиндара (цилиндри су распоређени у две звезде свака са по 7 цилиндара) и суперчарџером, Pratt&Whitney Twin Wasp R-1830 снаге од 783 до 895 kW. На вратила мотора је биле причвршћене трокраке металне вучне елиса са хидрауличном променом корака Hamilton Standard Hidromatik.
Крила авиона су са две рамењаче кутијастог типа. Дејвис крило је монтирано високо на трупу, што је омогућавало лак приступ спремишту за бомбе. Крило је било врло ефикасно при нормалном режиму лета, што је (са великим резервоарима за гориво) омогућило велики долет авиона. Облик крила је трапезни са заобљеним крајем а оса крила је управна у односу на труп авиона. Конструкција је метална а облога од алуминијумског лима закивцима причвршћена за носећу конструкцију. За предњу рамењачу су причвршћени мотори и сви њима потребни агрегати а за задњу рамењачу су била причвршћени елерони и закрилца. Покретни делови крила (елерони и закрилца) су направљени као алуминијумска конструкција обложена алуминијумским лимом. У унутрашње шупљине крила (кутије) су смештене инсталације и системи за управљање авионом. Нападне ивице крила су опремљена системом против залеђивања. У крилним шупљинама су смештени самозаптивајући гумени резервоари за гориво и простор за ноге стајног трапа са точковима. Због висине крила, стајни трап је био врло висок, и увлачио се у крила помоћу електромотора. Већина других система је била исто тако електрична. На крајевима крила се налазе позиционе светиљке.
Реп авиона се састоји од два вертикална стабилизатора и кормила правца и једног хоризонталног стабилизатора са кормилом дубине. Носеће конструкције репа су металне а облога од алуминијумског лима причвршћена закивцима. Управљачке површине кормило правца и кормило дубине су металне конструкције обложене алуминијумским лимом.
Стајни трап му је трицикл, предња нога се увлачи у кљун авиона а главне ноге стајног трапа са точковима се увлаче у крила авиона. Увлачење нога стајног трапа се обавља уз помоћ електромотора. Ноге стајног трапа су опремљене точковима са хидрауличним кочницама и гумама ниског притиска (балон гумама). Стајни трап са предњом ногом омогућава бољу прегледност пилоту у фази полетања.

## Варијанте
- XB-24 (Consolidated Model 32): прототип са Pratt & Whitney Р 1830—33 радијалним моторима снаге 1.000 PS (746 kW), направљен један комад.
- YB-24/LB-30A: прва предсерија од 6 авиона, испоручено као LB-30A Великој Британији.
- B-24: друга предсерије од 7 авиона, направљена месец дана после XB-24.
- B-24A/LB-30B: аеродинамички побољшана производна верзија, произведена 1938. године.
- XB-24B: Прототип са Р-1830-41 радијалним моторима са турбопуњачем, снаге 1.200 PS (895 kW) сваки и елиптичном облогом мотора. Конверзија авиона XB-24.
- B-24C: девет преправљених B-24A са Р-1830-41 мотора и Emerson A-6 куполом на репу као и Martin купола.
- B-24D: авион B-24C са моторима Р-1830-43. У току изградње опремљен Bendix-куполом у доњем делу трупа касније побољшан (Sperry), направљено је 2.696 авиона од јануара 1942.
- SB-24D: десет B-24D су преправљена за употребу као „ноћни бомбардер”. Опремљена радарски уређај за бомбардовање, они су користили на Пацифичком ратишту против Јапана.
- B-24E: B-24D Форд са Р-1830-65 моторима, али без доње куполе, изграђена 801 комад.
- XB-24F: преправљен B-24D код кога су загрејаване нападне ивице крила.
- B-24G: авион B-24D са Sperry лоптастом куполом на дну трупа и три митраљеза кал 0,50 инча у носу авиона, направљено 25 авиона овог типа.
- B-24G-1: са побољшаном Емерсон А-6 куполом на задњем делу авиона, направљено 405 комада.
- B-24H: Форд / Емерсон А-6, купола у носу авиона, направљено 3.100 авиона.
- B-24J: B-24H са побољшаном Sperry-C-1 аутопилотом, направљено 6.678 авиона.
- XB-24K: Фордова преправка трупа B-24D. XB-24K је послужио као основа за PB4Y-2 Privateer развијен за Америчку морнарицу.
- B-24L: Лака верзија без кула на доњој страни трупа, побољшана задња купола, направљено 1.667 примерака.
- B-24M: B-24L са лакшом А-6B репном куполом и отвореним бочним отворима за митраљезе и побољшаним застакљењем кокпита, изграђено 2.593.
- XB-24N: а прототип B-24J једним репом фин сличним КСБ-24К и побољшање куле. 5.168 Б 24Н су отказани када се рат завршио.
- YB-24N: предсерија од седам авиона B-24N.
- XB-24P: Конверзија B-24D уградњом Sperry жироскопа, коришћен за тестирање нових система за гашење пожара.
- XB-24K: Конверзија B-24L са радарском контролом куполе (Генерал Електрик).
- XB-41: Конверзија B-24D 1942, са 14 митраљеза који би требало да послужи као пратња бомбардера. Међутим, повећан отпор ваздуха додатних купола погоршао је перформансе лета, тако да је изостала серијска производња.
- AT-22/TB-24: C-87 авион за обуку инжењера лета.
- RB-24L: B-24L са кулама за Боинг B-29 за обучавање посаде.
- TB-24L: RB-24L са радаром.
- C-87: транспортни авион за USAAF
- C-87 Liberator Express: транспортни авион са Р-1830-43 моторима са 20 путника.
- C-87A: авион за превоз ВИП особа са Р-1830-45 моторима и 16 кревета.
- C-87B: наоружани C-87, није се производио.
- C-87C: USAAF ознака а RY-3 ознака Америчке морнарице.
- XC-109/C-109: авио танкер за превоз за снабдевање B-29 авионским горивом у Кини из Индије.
- XF-7: Конверзија B-24D у извиђачки авион.
- F-7: B-24H-FO као извиђачки авион.
- F-7A: B-24J као извиђачке летелице (три камере у носу авиона, три у бомбалуку).
- F-7B: B-24J као извиђачке летелице (шест камера у бомбалуку).

## У борби
Први авион испоручени Краљевском ратном ваздухопловству нису сматрани борбено способним, па су кориштени као транспортни авиони преко Атлантика под ознаком ЛБ-30А. Бољи одбрамбени систем је водио до Либерејтора I (РАФ ознака), који је коришћен у Обалској Команди РАФ-а са 4 топа 20 mm и радаром против њемачких подморница и бродова. Либерејтор је био први авион са довољним долетом који је затворио „Атлантску рупу”, у којој су њемачке подморнице дотада уништавале савезничке бродове без страха од авиона.
РАФ-ов Либерејтор II је имао погоњене куполе за митраљезе и кориштен је на Блиском истоку.
Прва масовно произвођена верзија, B-24Д, је имала моторе са турбопуњачима, више горива и наоружања и многе мање измјене. 2738 B-24Д је испоручено у РВ САД у Европи и Пацифику.
Највећа производња је била верзија B-24Г, Х и Ј, са укупно 10.208 израђених авиона. Сви су имали 4 куполе за митраљезе.
Друге верзије су укључивале Л и М са различитим репним куполама, Н са једним вертикалним стабилизатором, ЦБ-24, ТБ-24 тренажни авиони, F-7 фото-извиђач, Ц-109 танкер за гориво и QБ-24 авион-мета. Уз то постојала је и посебна породица B-24 за транспортне задатке, укључујући Ц-87 Либерејтор Експрес (Армија САД), РY-3 (Морнарица САД), Ц.VII и Ц.IX (РАФ). Либерејтор је такође развијен и у ПБ4Y-2 Прајватир патролни бомбардер.
Допринос авиона B-24 савезничком ратном напору је био изузетан, у борбеним, транспортним и другим улогама.
Група пилота Југословенског краљевског ратног ваздухопловства је успела да се прикључи савезницима и да учествује у акцијама против сила Осовине. Имали су четири либератора, од којих је један преживео рат.

## Карактеристике
- Тешки бомбардер
- Први лет прототипа: 29. децембар 1939.
- Крај испорука: 31. мај 1945.
- Димензије
- Масе
- Погонска група
- Мотори: четири, Прат и Витни Р-1830-65 Твин Восп (Pratt&Whitney Twin Wasp), 14 цилиндара, снаге по 1.200 КС сваки

## Перформансе
- Максимална брзина: 467
- Радијус дејства: 3540 Km при брзини 306 Km/h са теретом бомби од 2268
- Оперативни плафон: 10.973
- Брзина уздизања: 274 m у минути

## Наоружање
- Стрељачко: 10 митраљеза 12.7 mm Браунинг (Browning) у 4 куполе и 2 додатна митраљеза 12.7 mm у бочним трупним позицијама.
- Бомбе: два спремишта за бомбе, највише до 3.629

## Земље које су користиле авион B-24
| - Аустралија - Бразил - Кина - Трећи рајх - Канада - Индија | - Италија - Никарагва - Холандија - Пољска - Португалија - Јужна Африка | - Чехословачка - Турска - Совјетски Савез - Уједињено Краљевство - Југославија - Сједињене Државе |

## Авион B-24 у Југославији
Авион B-24 када је Југославија у питању био коришћен у три вида:
1. дејство америчких бомбардера из састава 15. америчке ваздухопловне армије по циљевима на територији Југославије,
2. у оквиру Југословенског деташмана код USAAF-а. и
3. коришћење B-24 у саставу Ратног ваздухопловства Југословенске армије.
Тако је забележено да су ови авиони у Југославији током Другог светског рата имали дејства у Косовској Митровици, Подгорици, Нишу, Лесковцу, Краљеву, Београду, Новом Саду, Славонском Броду, Осјеку и Сиску. Циљ ових бомбардовања су биле комуникације али нажалост при тим бомбардовањима било је и доста цивилних жртава.
У југословенском деташману у USAAF било је 4 авиона Б-24 који су добијени као америчка војна помоћ избегличкој влади Краљевине Југославије са посадом од 40 југословенских ваздухопловаца. Они су летели на ратним задацима од 15. новембар 1943. до 2. децембра 1944. године у саставу 15. америчке ваздухопловне армије. Крај рата је дочекао 1 авион са својом посадом под командом пилота Војислава Скакића а обавили су 50 ратних мисија.
Према сведочењу америчког пилота Мајкла Бризаса који је својим авионом П-38 Лајтинг принудно слетео на аеродром Сомбор 2. април 1945. године на том аеродрому је затекао један авион Боинг B-17 и два авиона B-24 Либератор.
На самом крају Другог светског рата један амерички тешки бомбардер B-24M Либератор „Radar Mickey” је због квара принудно слетео на аеродром у Санском Мосту посада је напустила авион и пребачена у базу у Италији а авион остављен на аеродрому. Југословенски стручњаци су у току јула месеца 1945. године оспособиле овај авион и довели га у исправно стање. Овај авион је уврштен у састав Ратног ваздухопловства Југословенске армије (РВ ЈА) и коришћен извесно време под бројем 9821.